# Виго Мортенсен
Виго Питер Мортенсен (на английски: Viggo Peter Mortensen) е американски актьор, певец, поет, художник и фотограф. Носител на награди „Сателит“, „Британска награда за независимо кино“ и награда на „Гилдията на киноактьорите“. Номиниран е за „Оскар“, БАФТА, „Гоя“, два пъти е номиниран за „Златен глобус“ и пет пъти номиниран за „Сатурн“. Става световноизвестен с ролята на Арагорн във филмовата трилогия „Властелинът на пръстените“. Други известни филми с негово участие са „Млади стрелци 2“, „Американска якудза“, „Редник Джейн“, „Тъмно минало“, „Алатристе“ и „Опасен метод“.

## Биография
Виго Мортенсен е роден в Ню Йорк на 20 октомври 1958. Майка му е американка, а баща му датчанин. Виго прекарва детството си в Аржентина, където баща му е мениджър в птицеферма. Когато е на 11 години родителите му се развеждат и Виго се връща с майка си в Ню Йорк, където през 1980 г. се дипломира в университета „Сейнт Лоурънс“. Следващите две години Виго прекарва в Европа, където сменя различни професии – шофьор на камион, продавач на цветя и работник във фабрика, преди да се завърне в Щатите и да се посвети на актьорството. През 1987 г. се жени за пънк певицата Иксен Червенка, от която има син Хенри, роден през 1988 г. Двамата се развеждат през 1998 година.
Мортенсен владее отлично английски, испански и датски език, може да говори на френски и италиански и разбира норвежки и шведски език.

## Кариера
Актьорската си кариера започва на театралната сцена на „Бродуей“. В киното дебютира сравнително късно, на 26 години, в „Свидетелят“ (1985) с участието и на Харисън Форд. През 1990-те играе предимно във второстепенни роли. Във филма направил го световноизвестен „Властелинът на пръстените: Задругата на пръстена“ попада в последния момент, след като режисьорът Питър Джаксън решава, че първоначално избраният за ролята на Арагорн актьор Стюърт Таунсенд е прекалено млад за образа. Виго се снима и в следващите два филма от трилогията и затвърждава звездния си статус.
Освен работата си в киното Виго се занимава и с писане на разкази и поезия (има собствено издателство – „Perceval Press“). Увлича се и от фотографията и рисува картини (картините във филма „Перфектното убийство“ са негови).

## Избрана филмография
- „Свидетелят“ (1985)
- „Млади стрелци 2“ (1990)
- „Индиански бегач“ (1991) като Франк Робъртс
- „Точка на кипене“ (1993)
- „Пътят на Карлито“ (1993)
- „Американска якудза“ (1994)
- „Пророчеството“ (1995)
- „Аленият прилив“ (1995) като Питър (Уепс) Инс
- „Дневна светлина“ (1996)
- „Редник Джейн“ (1997)
- „Перфектно убийство“ (1998)
- „Психо“ (1998) като Сам Лумис
- „28 дни“ (2000)
- „Властелинът на пръстените: Задругата на пръстена“ (2001) като Арагорн
- „Властелинът на пръстените: Двете кули“ (2002) като Арагорн
- „Властелинът на пръстените: Завръщането на краля“ (2003) като Арагорн
- „Идалго“ (2004)
- „Тъмно минало“ (2005) като Том Стол / Джоуи Кюсак
- „Алатристе“ (2006)
- „Източни обещания“ (2007) като Николай Лужин
- „Апалуса“ (2008)
- „Пътят“ (2009)
- „Опасен метод“ (2011)
- „По пътя“ (2012)
- „Всеки има план“ (2012)
- „Двете лица на януари“ (2014)
- „Далеч от хората“ (2014)
- „Капитан Фантастик“ (2016)